# Saneczkarstwo na Zimowych Igrzyskach Olimpijskich 2010
Zawody w saneczkarstwie na Zimowych Igrzyskach Olimpijskich 2010 odbyły się na torze Whistler Sliding Centre. Saneczkarze po raz dwunasty walczyli o medale igrzysk olimpijskich.
Zawodnicy i zawodniczki rywalizowali w trzech konkurencjach: jedynkach mężczyzn, jedynkach kobiet oraz dwójkach mężczyzn. Zawody odbywały się od 13 do 17 lutego 2010 roku. W tabeli medalowej najlepsi okazali się Niemcy.

## Kwalifikacje
Do Igrzysk Olimpijskich w Vancouver/Whistler mogło się zakwalifikować maksymalnie 110 zawodników. W pierwszych przejazdach zawodów wystartowało 38 mężczyzn w jedynkach, 29 kobiet w jedynkach oraz 20 dwójek męskich.

## Wypadki
Nodar Kumaritaszwili przy prędkości około 140 km/h, wypadł z sanek i uderzył w nieosłoniętą podporę dachu. Stracił przytomność. Lekarze podjęli natychmiastową akcję reanimacyjną – sztuczne oddychanie i masaż serca, po wypadku w pobliżu toru wylądował helikopter, który zabrał zawodnika do szpitala. Po kilku minutach stwierdzono śmierć 21-letniego Gruzina.
W piątek w Whistler było jeszcze kilka wypadków. Potłukł się dwukrotny mistrz olimpijski – Włoch Armin Zöggeler. Stracił kontrolę nad sankami na 11. zakręcie, uważanym za najbardziej niebezpieczny fragment olimpijskiej trasy. Spadł z sanek, ale doświadczenie i zimna krew pozwoliły mu utrzymać lewą ręką sprzęt i uniknąć poważniejszych konsekwencji. Problemy miała również Rumunka Violeta Stramaturaru, która na kilka minut straciła przytomność. Olimpijski tor uważany jest za najszybszy i jeden z najniebezpieczniejszych na świecie.

## Terminarz

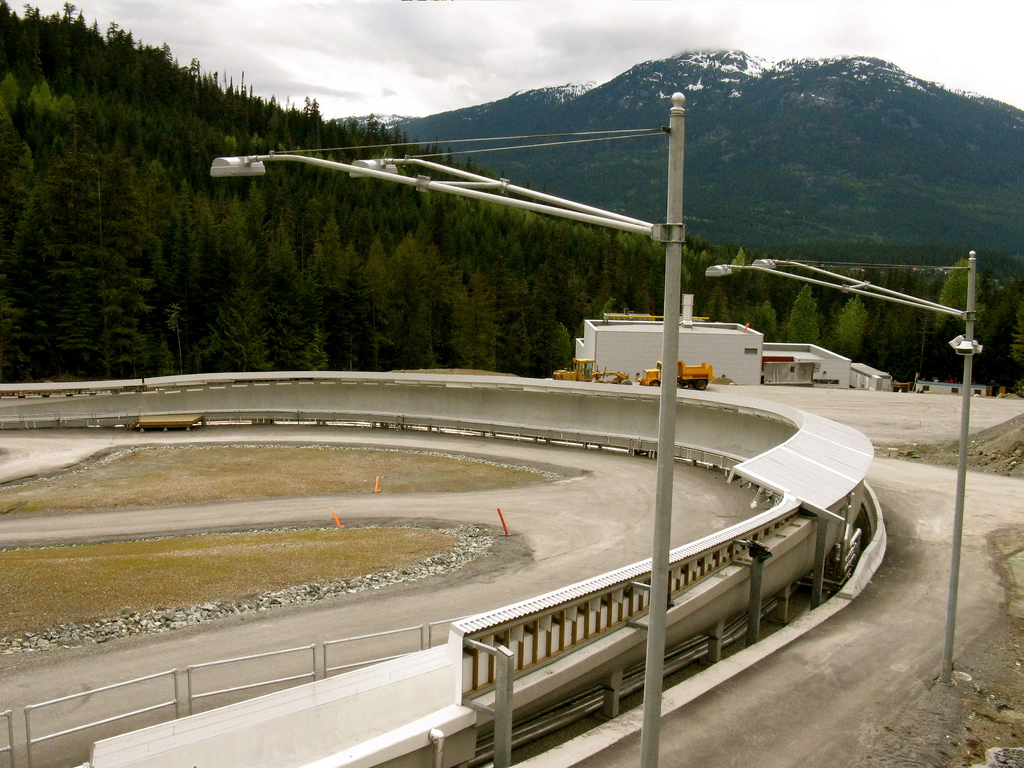
Tor saneczkowy w Whistler

| Data           | Godzina                 | Miejscowość | Konkurencja      | Złoto                          | Srebro                 | Brąz                           |
| -------------- | ----------------------- | ----------- | ---------------- | ------------------------------ | ---------------------- | ------------------------------ |
| 14 lutego 2010 | 13:00UTC-9 / 22:00 CET  | Whistler    | Jedynki mężczyzn | Felix Loch                     | David Möller           | Armin Zöggeler                 |
| 16 lutego 2010 | 13:00 UTC-9 / 22:00 CET | Whistler    | Jedynki kobiet   | Tatjana Hüfner                 | Nina Reithmayer        | Natalie Geisenberger           |
| 17 lutego 2010 | 17:00 UTC-9 / 02:00 CET | Whistler    | Dwójki mężczyzn  | Andreas Linger/Wolfgang Linger | Andris Šics/Juris Šics | Patric Leitner/Alexander Resch |

## Wyniki

### Jedynki kobiet
| Miejsce | Zawodnik             | Reprezentacja | Czas     |
| ------- | -------------------- | ------------- | -------- |
| złoto   | Tatjana Hüfner       | Niemcy        | 2:46,524 |
| srebro  | Nina Reithmayer      | Austria       | 2:47,014 |
| brąz    | Natalie Geisenberger | Niemcy        | 2:47,101 |
| 4.      | Tatjana Iwanowa      | Rosja         | 2:47,181 |
| 5.      | Anke Wischnewski     | Niemcy        | 2:47,253 |
| 6.      | Aleksandra Rodionowa | Rosja         | 2:47,456 |
| 7.      | Martina Kocher       | Szwajcaria    | 2:47,575 |
| 8.      | Ewelina Staszulonek  | Polska        | 2:47,621 |
| 9.      | Maija Tīruma         | Łotwa         | 2:47,654 |
| 10.     | Natalja Choriewa     | Rosja         | 2:47,984 |

### Jedynki mężczyzn
| Miejsce | Zawodnik          | Reprezentacja     | Czas     |
| ------- | ----------------- | ----------------- | -------- |
| złoto   | Felix Loch        | Niemcy            | 3:13,085 |
| srebro  | David Möller      | Niemcy            | 3:13,764 |
| brąz    | Armin Zöggeler    | Włochy            | 3:14,375 |
| 4.      | Albert Diemczenko | Rosja             | 3:14,405 |
| 5.      | Andi Langenhan    | Niemcy            | 3:14,629 |
| 6.      | Daniel Pfister    | Austria           | 3:14,726 |
| 7.      | Samuel Edney      | Kanada            | 3:14,840 |
| 8.      | Tony Benshoof     | Stany Zjednoczone | 3:15,128 |
| 9.      | Wolfgang Kindl    | Austria           | 3:15,215 |
| 10.     | Manuel Pfister    | Austria           | 3:15,269 |

### Dwójki mężczyzn
| Miejsce | Zawodnicy                                 | Reprezentacja     | Czas     |
| ------- | ----------------------------------------- | ----------------- | -------- |
| złoto   | Andreas Linger Wolfgang Linger            | Austria           | 1:22,705 |
| srebro  | Andris Šics Juris Šics                    | Łotwa             | 1:22,969 |
| brąz    | Patric Leitner Alexander Resch            | Niemcy            | 1:23,040 |
| 4.      | Christian Oberstolz Patrick Gruber        | Włochy            | 1:23,112 |
| 5.      | André Florschütz Torsten Wustlich         | Niemcy            | 1:23,190 |
| 6.      | Dan Joye Christian Niccum                 | Stany Zjednoczone | 1:23,291 |
| 7.      | Chris Moffat Mike Moffat                  | Kanada            | 1:23,398 |
| 8.      | Tobias Schiegl Markus Schiegl             | Austria           | 1:23,528 |
| 9.      | Oswald Haselrieder Gerhard Plankensteiner | Włochy            | 1:23,649 |
| 10.     | Władimir Machnutin Władisław Jużakow      | Rosja             | 1:23,746 |

## Klasyfikacja medalowa
| Miejsce | Państwo |   |   |   | Razem |
| ------- | ------- | - | - | - | ----- |
| 1.      | Niemcy  | 2 | 1 | 2 | 5     |
| 2.      | Austria | 1 | 1 | 0 | 2     |
| 3.      | Łotwa   | 0 | 1 | 0 | 1     |
| 4.      | Włochy  | 0 | 0 | 1 | 1     |